# Viaticum
För albumet av Esbjörn Svensson Trio, se Viaticum.
Viaticum (latin ’reskost’) är den latinska termen för nattvardsfirande för de döende.
Ibland förekommer ordet beaticum istället för viaticum. Vissa hävdar att detta bruk är felaktigt, då beaticum säkerligen härrör från ett avskrifts- eller hörfel förknippat med latinets beatus – "salig". Dock bör det framhållas att pluralformen beati, "de saliga", tidigare användes om de avlidna. I överförd bemärkelse kan man eventuellt tala om den döende som någon som håller på att bli beatus – "salig", därav benämningen beaticum.